# Експрес (готель, Київ)
Готель «Експрес» — київський тризірковий готель.

## Історія

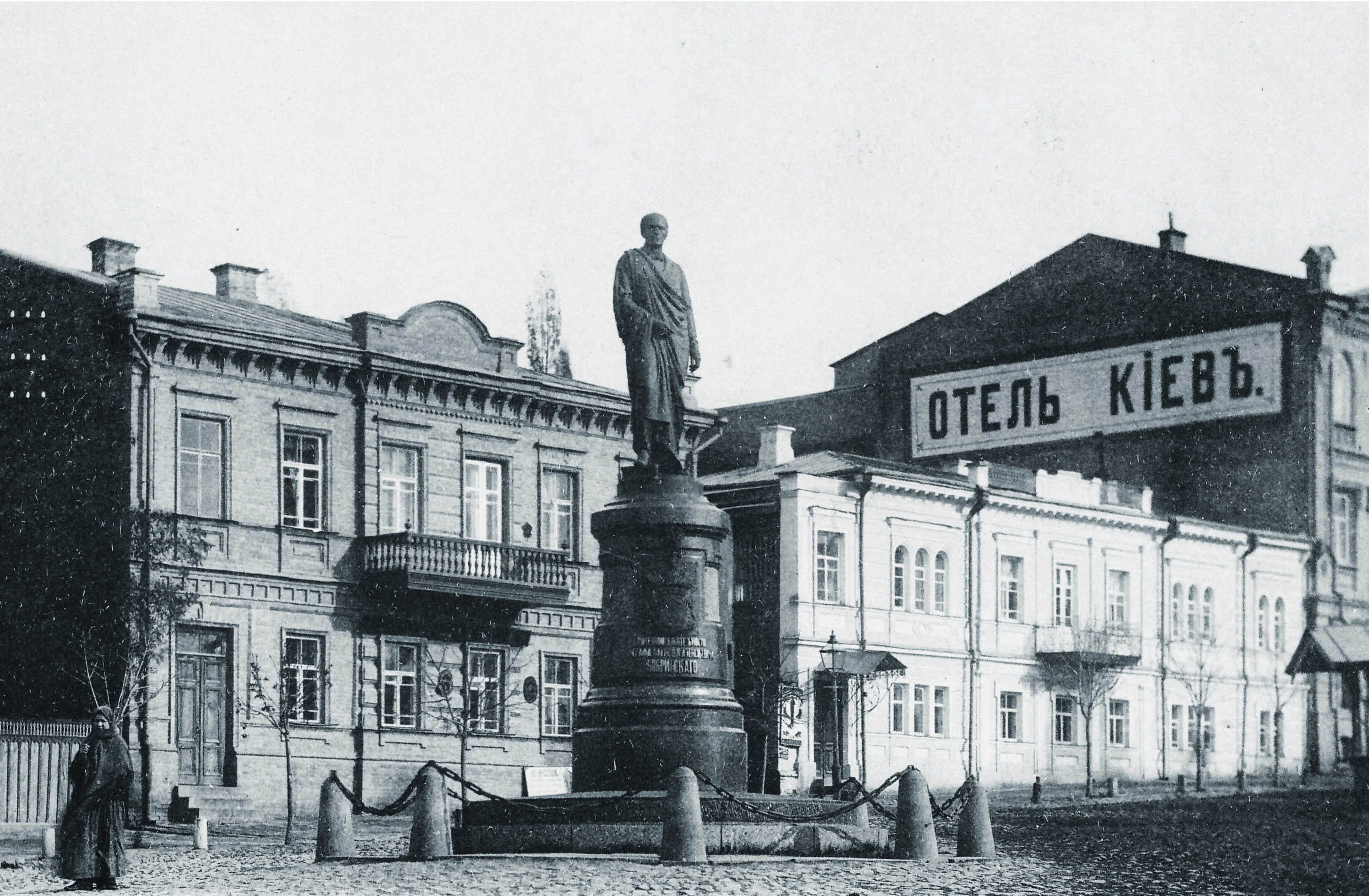
«Експрес» зведуть на місці двоповерхових будинків. Справа: готель «Київ» (1900)

Ділянка № 38 на Бібіковському бульварі належала Олександрові Каниському. До 1906 року її придбав Франц Казимирович де-Мезер. 
Власниками садиби № 40 спочатку був Данило Корвальський-Гриневський, а згодом його сини Михайло й Олександр. 
30 травня 1889 року на сусідній ділянці № 36 в колишньому будинку аптекаря Фроммета відкрився готель «Київ». 1922 року більшовики націоналізували споруду і розмістили в ній аптеку. А 1934 року міська влада поставила перед архітекторами завдання збудувати новий готель на 500 номерів на ділянках № 38 і 40 навпроти теперішньої вулиці Симона Петлюри. Однак проєкт не реалізували.
До ідеї зведення готелю повернулись лише у 1970-х роках. Проєкт розробив київський архітектор Вадим Жежерін. Будівництво розпочали 1978 року, а завершили 1985.
За повідомленням СБУ, у 2000-х роках керівник Південно-Західної залізниці Олексій Кривопішин незаконно здавав частину приміщень готелю «Експрес». У цілому посадовця звинуватили у розкраданні понад 50 мільйонів гривень.

## Загальні дані

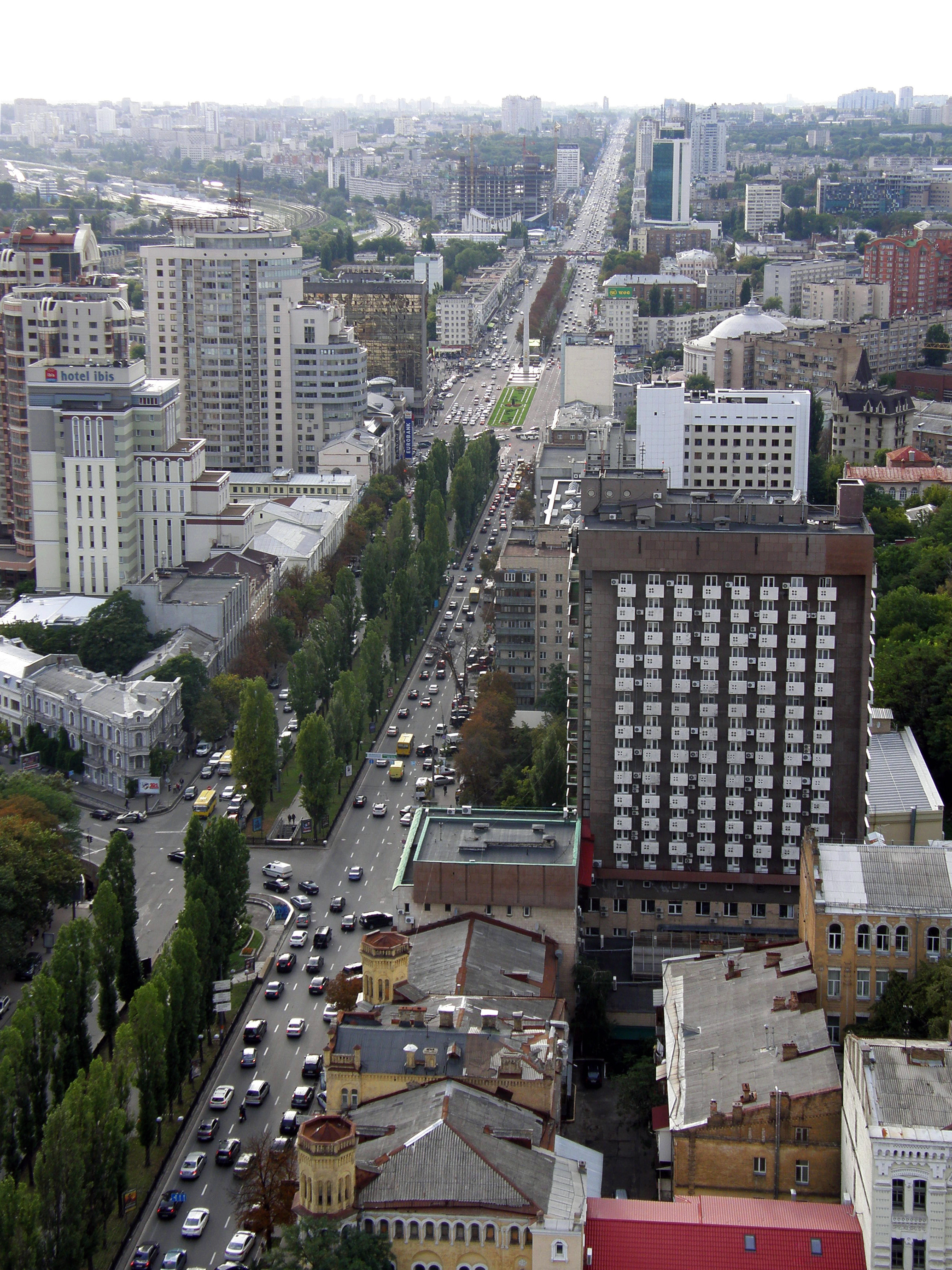
Готель «Експрес» (справа)

У готелі 144 номери різних категорій, три конференц-зали, два ресторани, а також парковання під охороною.

## Архітектура
«Експрес» — типовий залізничний готель, подібний до готельних вокзальних комплексів в інших містах.
Будівля готелю замикає перспективу вулиці Симона Петлюри, на іншому кінці якої розташований Центральний залізничний вокзал.
Комплекс складається з двох частин: готелю і кас. П'ятнадцятиповерховий готель перегукується з конструктивістським стилем вокзалу. До конструктивізму відсилають круглі отвори та білі екрани балконів на тлі темних стін.
Фасад також виконаний у нетипових для модернізму коричневих тонах.
Натомість колишні залізничні каси, розташовані у стилобаті готелю, мають риси радянського модернізму. Біла будівля має великі скляні площини, перепади об'ємів і мармуровий інтер'єр.

Запозичення
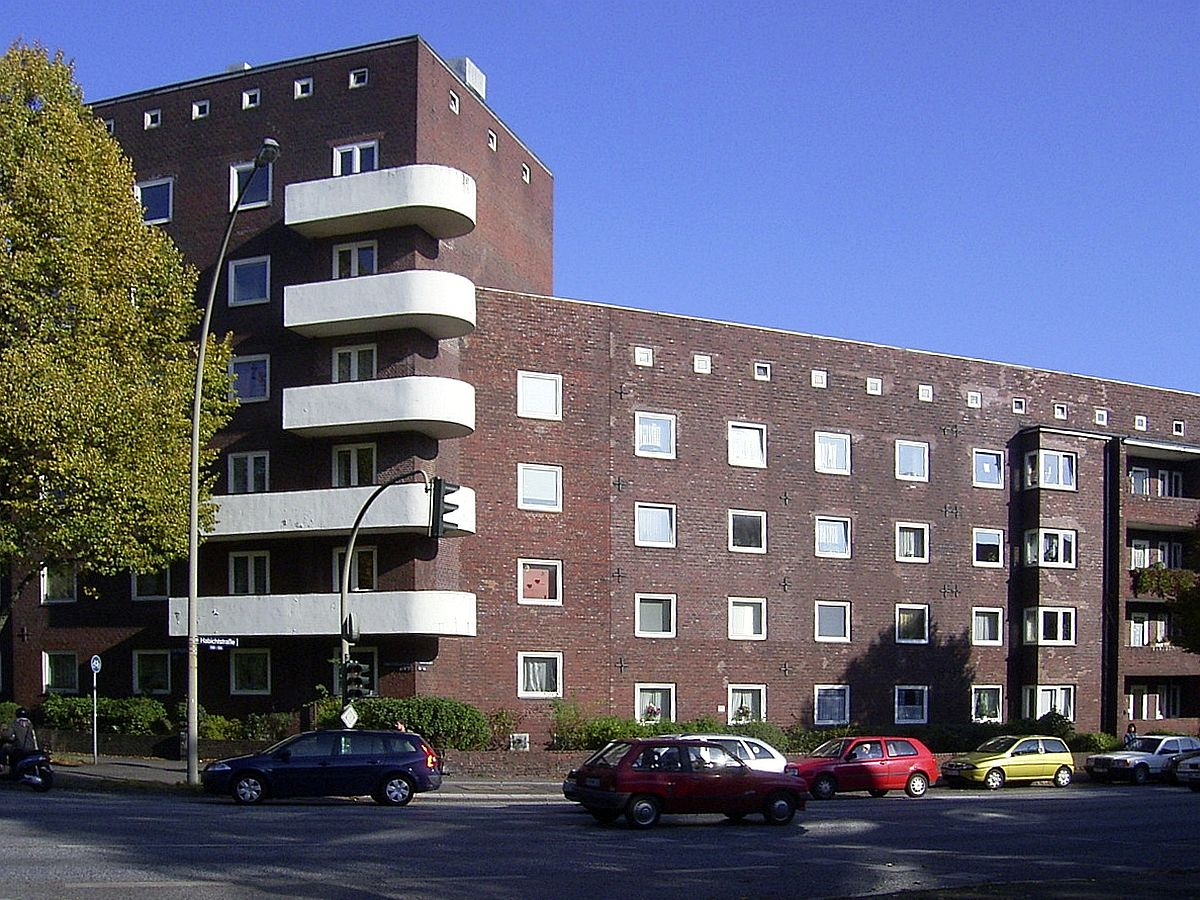
Карл Шнайдер, житловий будинок у Гамбурзі 1929 року. Стиль Нової речевості
Ной Троцький, Валер'ян Риков, кінотеатр «Жовтень» 1930 року. Конструктивістський стиль